# Nessa Ní Shéaghdha
Nessa Ní Shéaghdha ou Nessa O (14 mars 1916 - 11 avril 1993) est une universitaire irlandaise spécialisé en études celtiques.

## Biographie
Nessa Ní Shéaghdha est née de Seán Pádraig Ó Séaghdha et Kitty Nic Caochlaoich le 14 mars 1916 au 20 Aran Road, Drumcondra à Dublin. Son père est une figure industrielle et nationaliste importante en Irlande. Ils ont eu six enfants au total, Ní Shéaghdha a un frère et quatre sœurs. Elle fréquente Scoil Bhríde et Scoil Chaitríona avant de poursuivre ses études à l'University College Dublin en 1936. Elle se forme avec Osborn Bergin et Gerard Murphy, terminant un diplôme en vieil irlandais. Ní Shéaghdha termine ensuite sa maîtrise avec Bergin. Elle commence à travailler au projet Leabhair ó láimhsgrígbhnigh, créé en 1937 et visant à fournir aux « lecteurs de l'irlandais moderne » des textes inédits. Travaillant pour Gerard Murphy et avec Máire Ní Mhuirgheasa, Ní Shéaghdha créé les deuxième et troisième volumes de la série : Trí bruidhne, 1941. Ní Shéaghdha édite Bruidhean Chéise Coruinn, Bruidhean Bheag na hAlmhan et Bruidhean chaorthainn avec Máirín Ní Mhuiríosa, en s'inspirant de manuscrits de la Bibliothèque nationale d'Écosse. Ní Shéaghdha passe du temps à Édimbourg. C'est là qu'elle se lie d'amitié avec Sorley MacLean. Il tombe amoureux d'elle et elle est l'inspiration pour plusieurs de ses poèmes. Ní Shéaghdha édite et traduit un certain nombre de textes d'histoires d'Irlande et de mythologies, dont Tóruigheacht Dhairmada agus Ghráinne. Bien qu'elle ait dû arrêter de travailler pendant un certain temps, Ní Shéaghdha est diplômée de l'École d'études celtiques de 1950 à 1954. Elle prend sa retraite en 1981 après avoir travaillé comme universitaire et assistante de recherche. Elle continue à travailler sur son projet de catalogage des manuscrits irlandais après sa retraite. Ní Shéaghdha donne également des conférences dans les universités et travaille comme examinateur externe,,,,,,,,,,.

## Vie privée
Ní Shéaghdha épouse David J. Doran en 1939. Ils ont un fils et trois filles. La famille vit à Corca Dhuibhne, Dundrum à Dublin. Ní Shéaghdha reprend un emploi à temps partiel après son mariage et une fois sa famille plus âgée. Elle travaille de 1954 à 1981. Le fait de ne pas avoir travaillé a un impact négatif sur la progression de sa carrière, impact visible si on la compare à certains de ses camarades de classe.
Elle meurt le 11 avril 1993. Elle est enterrée dans Enniskerry, Co. Wicklow ,.